# Okrouhlice (Benešov)
Okrouhlice je část okresního města Benešov. Nachází se na východě Benešova. Okrouhlice leží v katastrálním území Benešov u Prahy o výměře 40,24 km². Je zde zřízena zastávka příměstských autobusů dopravce ČSAD Benešov.

## Historie
První písemná zmínka o vesnici pochází z roku 1352.
V letech 1869–1921 byla vesnice součástí obce Jezero, v letech 1930–1950 samostatnou obcí a od roku 1961 se vesnice stala součástí města Benešov.

## Obyvatelstvo
| Rok            | 1869 | 1880 | 1890 | 1900 | 1910 | 1921 | 1930 | 1950 | 1961 | 1970 | 1980 | 1991 | 2001 | 2011 | 2021 |
| -------------- | ---- | ---- | ---- | ---- | ---- | ---- | ---- | ---- | ---- | ---- | ---- | ---- | ---- | ---- | ---- |
| Počet obyvatel | 119  | 123  | 137  | 115  | 115  | 115  | 90   | 84   | 77   | 60   | 51   | 48   | 63   | 57   | 66   |
| Počet domů     | 16   | 16   | 17   | 18   | 17   | 18   | 20   | 37   | 37   | 18   | 18   | 20   | 23   | 23   | 23   |

## Pamětihodnosti
- Kostel svatého Vavřince